# Termitorioxa laurae
Termitorioxa laurae är en tvåvingeart som beskrevs av Permkam och Albany Hancock 1995. Termitorioxa laurae ingår i släktet Termitorioxa och familjen borrflugor. Inga underarter finns listade i Catalogue of Life.